# Бёрнс, Лиззи
Лидия «Лиззи» Бёрнс (англ. Lydia "Lizzie" Burns, 1827—1878) — английская работница и общественный деятель ирландского происхождения, вторая жена Фридриха Энгельса.

## Биография
Лиззи Бернс была дочерью Майкла Бёрнса (или Бирна), красильщика на хлопкопрядильной фабрике, и Мэри Конрой. Возможно, их семья жила близ Динсгейта — дороги, проходящей через центр Манчестера. У Лиззи была старшая сестра Мэри (1821—1863). Мать умерла в 1835 году, и Майкл Бёрнс повторно женился через год. Обе сестры работали на хлопкопрядильной фабрике Ermen & Engels, частично принадлежавшей семье Энгельса. Бёрнсы познакомились с Энгельсом во время его первой поездки в Манчестер, вероятно, в начале 1843 года, после чего Мэри стала гражданской женой Энгельса. Поскольку Энгельс и Мэри Бёрнс считали брак буржуазным институтом, они не оформляли официально свои отношения, сделав это лишь за день до неожиданной кончины Мэри. В 1850-х годах, когда Мэри Бернс и Энгельс жили в Ардвике, Лиззи оставалась с ними в качестве экономки, а после смерти своей сестры стала гражданской женой Энгельса. В 1870-е годы Энгельс и Лиззи жили в Лондоне, с племянницей Лиззи Мэри Эллен (которую в семейном кругу шутливо называли «Пумпс»), в качестве экономки. Детей у них не было.
И Лиззи, и её сестра были известны как формально неграмотные, но умные женщины, с большими связями среди рабочих, благодаря чему Энгельс получил возможность ознакомиться с реальными условиями жизни трудящихся Великобритании. Как отмечала Элеонора Маркс,
«[Лиззи] была неграмотна и не умела читать и писать, но она правдива, честна и была прекрасной женщиной».
В начале сентября 1878 года Лиззи Бёрнс тяжело заболела, и Энгельс, из уважения к её религиозным чувствам, официально вступил с ней в брак. Спустя несколько часов после бракосочетания Лиззи умерла. Её смерть произвела тяжёлое впечатление на Энгельса. Позднее он писал:
«Моя жена была настоящим дитём ирландского пролетариата, и её страстная преданность классу, в котором она родилась, принесла мне гораздо больше — и помогала мне больше в периоды стресса — чем вся элегантность образованных, артистичных „синих чулков“ среднего класса».